# Albert K. Bender
Albert K. Bender (16 tháng 6 năm 1921 – 29 tháng 3 năm 2016) là tác giả người Mỹ viết cuốn sách phi hư cấu năm 1962 mang tựa đề Flying Saucers and the Three Men (Đĩa bay và ba người đàn ông), là một trong những nhà UFO học có ảnh hưởng nhất trong thập niên 1950/1960. Ông phục vụ trong Không quân Lục quân Hoa Kỳ trong Thế chiến II. Ông bị ám ảnh bởi hiện tượng UFO và trở thành nhà nghiên cứu UFO, đồng thời sáng lập nên tổ chức Cục Đĩa bay Quốc tế (International Flying Saucers Bureau). Năm 1965, ông đứng ra thành lập Hội Âm nhạc Max Steiner.

## Tiểu sử
Albert Bender sinh ngày 16 tháng 6 năm 1921 tại Duryea, Pennsylvania. Ông sống với cha dượng từ nhỏ. Lớn lên vào làm nhân viên nhà máy. Ông thường bị lôi cuốn đến chủ đề siêu nhiên; tự mình trang trí ngôi nhà ma ám và những cảnh phim kinh dị trên tường.:183 Ông học trung học ở West Pittston, Pennsylvania. Bender thậm chí còn được giới thiệu trong một bài báo khi ông vừa tròn 18 tuổi để viết cho mọi người trên khắp thế giới. Ông hay trao đổi thư từ với những người cùng sở thích viết thư ở nhiều quốc gia khác nhau bao gồm Peru, Anh, Romania và Nhật Bản. Những lá thư này dài tới 20 trang. Mục tiêu của ông là thu thập đủ mọi thứ đồ từ các quốc gia khác nhau, như tiền xu hoặc cát, thông qua việc viết thư từ. Trong thời gian học trung học, ông cũng là thành viên của Đoàn Thanh niên Hoa Kỳ và được bầu làm Phó Chủ tịch cấp thấp vào tháng 1 năm 1941 và cũng được bình chọn là người yêu quý quốc gia vào tháng 10 cùng năm.
Ông đến thăm Ottawa, Ontario, Canada trong một tuần vào tháng 8 năm 1941. Ông dời khỏi Pennsylvania vào khoảng năm 1944. Để bày tỏ suy nghĩ của mình, ông đã giữ một tạp chí và viết các vở kịch ma quái. Bender là người theo đạo Tin Lành. Bender ghi danh vào Quân đoàn Không quân Lục quân Mỹ trong Thế chiến II năm 1942. Ông đóng quân tại Fort George G. Meade với tư cách là kỹ thuật viên nha khoa và sau đó được chuyển đến Langley, Virginia. Ông vào đây làm một chân thư ký cho Trung tâm Nha khoa. Ông cũng trở thành biên tập viên cho một tờ báo Quân đội ở Langely. Về sau ông dọn sang ở Bridgeport, Connecticut.
Sau khi tin rằng đã trải qua một cuộc gặp gỡ siêu nhiên vào năm 1953, ông đã kết hôn vào ngày 18 tháng 10 năm 1954 với Betty Rose. Cô vợ của Bender tin rằng mình cũng từng được các nhân vật siêu nhiên đến thăm.

## Những cuộc gặp gỡ siêu nhiên
Ông thành lập Cục Đĩa bay Quốc tế (IFSB) (câu lạc bộ UFO dân sự lớn đầu tiên trên thế giới) vào năm 1952. Mặc dù tổ chức thành công lúc ban đầu, nhưng ông đột nhiên giải tán vào năm 1953.
Bender sau đó nói rằng vào tháng 3 năm 1953, ông đã bị ba gã áo đen tiếp cận. Những kẻ này đã đến thăm ông trong nhà và giao tiếp với nhau qua thần giao cách cảm. Ông nhận được một đĩa kim loại từ họ và bản hướng dẫn. Bender kể lại rằng ông cảm thấy như mình đang được chuyển đi. Những người này dường như đã chia sẻ những hiểu biết sâu sắc về bản chất của UFO. Họ chia sẻ nguồn gốc của UFO với Bender. Sau đó ông bị bệnh và không ăn gì trong ba ngày. Kết quả của chuyến thăm này, Bender cảm thấy được khuyến khích chia sẻ những gì ông vừa thấy với các nhà điều tra UFO khác, nhưng đã bị từ chối. Bender thường xuyên bị đau đầu sau khi ba người gã áo đen đến thăm Bender và đồng nghiệp của ông kể lại rằng trông ông có vẻ sợ hãi.
Những trải nghiệm đáng ngờ của ông đã được ghi lại trong cuốn sách They Knew Too Much about Flying Saucers (Họ biết quá nhiều về đĩa bay) của Gray Barker, cộng tác viên IFSB của Bender. Trải nghiệm của Bender đã hình thành nên "huyền thoại về những người đàn ông mặc đồ đen." Bender đã không nói về sự kiện này trong chín năm. Năm 1962, Bender đã viết cuốn Flying Saucers and the Three Men để kể câu chuyện của chính mình. Trong cuốn sách, Bender kể lại rằng những người áo đen này đến từ hành tinh khác. Barker đã xuất bản cuốn sách của mình, nhưng có suy đoán rằng trải nghiệm của Bender chỉ là một giấc mơ. Bender tiếp tục quản lý một nhà nghỉ ở California.
Tuy nhiên, Bender không phải là người đầu tiên tường thuật các chuyến thăm tới các nhà nghiên cứu UFO từ những người áo đen kỳ bí này.:184 Bender kể lại rằng chính ông đã có cuộc hội ngộ siêu nhiên lần thứ hai. Có ba nhân vật bóng tối đã tới thăm ông. Chân của họ không chạm sàn nhà mà lơ lửng phía trên. Họ nói với ông rằng hình dạng con người của họ chỉ là ảo ảnh và bất cứ thông tin nào mà ông nói với mọi người về chuyến thăm của họ sẽ chẳng có mấy ai tin cả. Họ được cho là đã nói với ông rằng họ đã bắt người từ Trái Đất và sử dụng cơ thể của họ để ngụy trang.:187
Lý do IFSB đột ngột đóng cửa là vì những thông tin đăng tải trên tạp chí chính thức về tin tức UFO học 'SPACE REVIEW' vào thời điểm năm 1953. Cuối mùa hè năm 1953, Bender đã thực hiện một loạt các khám phá, khiến ông tin rằng cuối cùng ông đã tìm ra sự thật về vụ che giấu UFO. Ông đã lên kế hoạch tiết lộ những phát hiện của mình trong tạp chí Space Review số tháng 10, nhưng trước khi vấn đề được công bố, Bender đã được ba "người áo đen" đến thăm, đã đọc báo cáo chưa được công bố và xác nhận phát hiện của ông. Những kẻ "bịt miệng" khi ông gọi họ như vậy, đã khiến cho Bender sợ đến mức ông không dám công bố báo cáo, nhưng để lại một lời cảnh báo: "Chúng tôi khuyên những người tham gia vào công việc đĩa bay hãy thận trọng". Bender sau đó đình chỉ xuất bản trên ấn phẩm của mình và quyết định giải thể IFSB.

## Hội Âm nhạc Max Steiner
Albert K. Bender đã thành lập Hội Âm nhạc Max Steiner vào năm 1965. Với sự tham gia của các Diễn viên John Wayne, Fred Astaire và Vincent Price. Họ đã xuất bản một tạp chí và một bản tin. Hội chính thức kết thúc vào năm 1981. Bender đã giúp định vị các tài liệu và thông tin về sự nghiệp của Steiner.

## Gallery ảnh

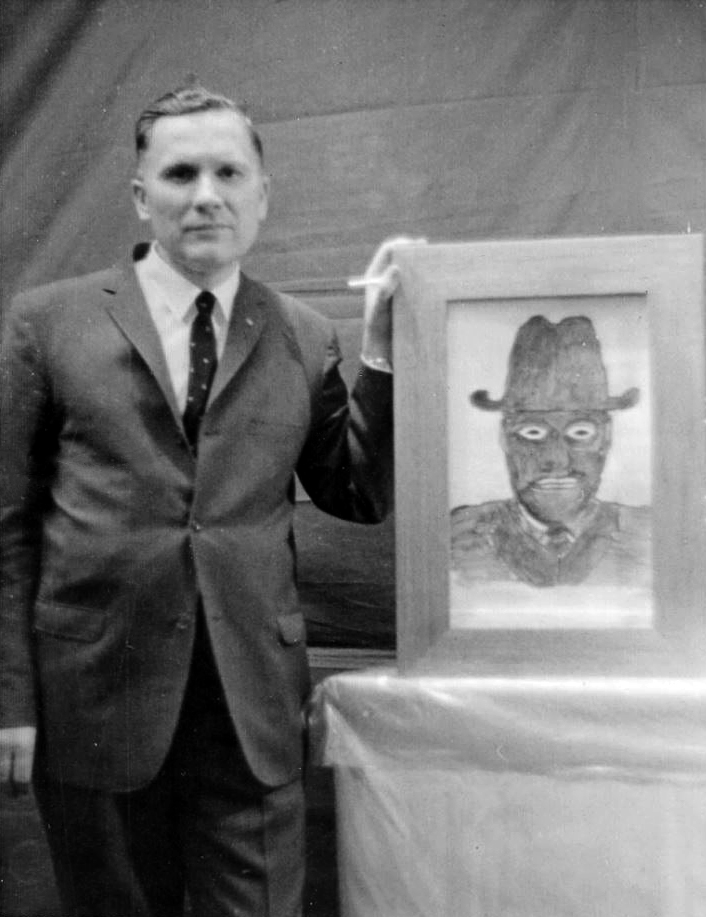
Chân dung Albert K. Bender
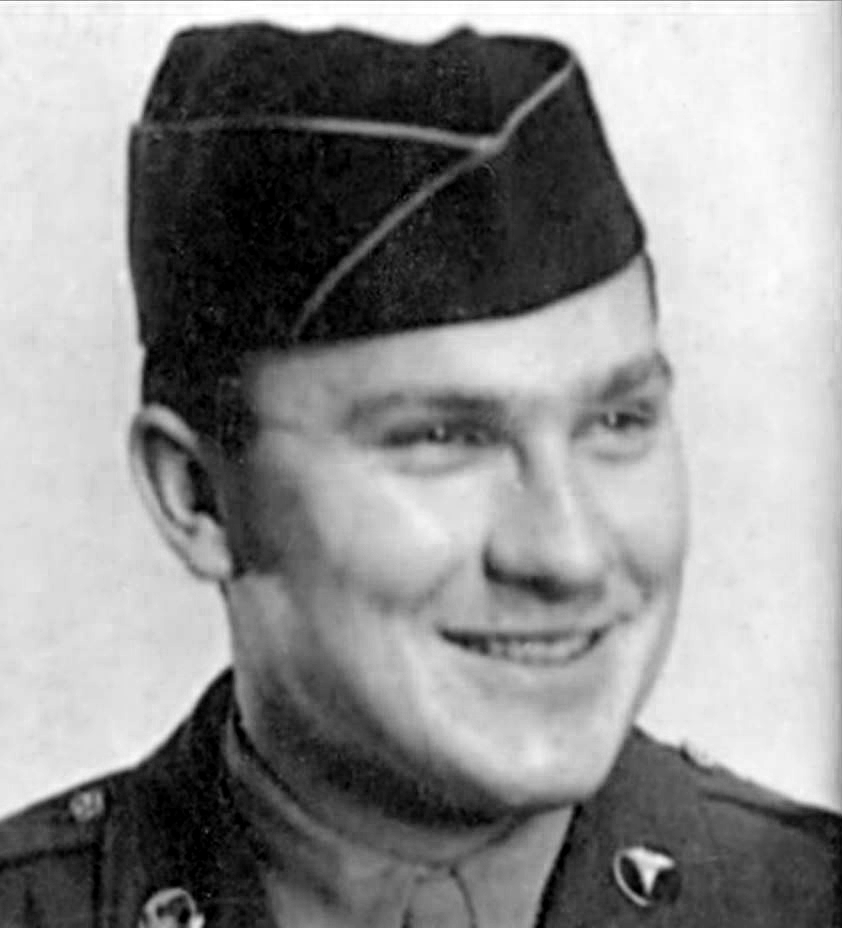
Chân dung Albert K. Bender gia nhập quân đội trong Thế chiến II
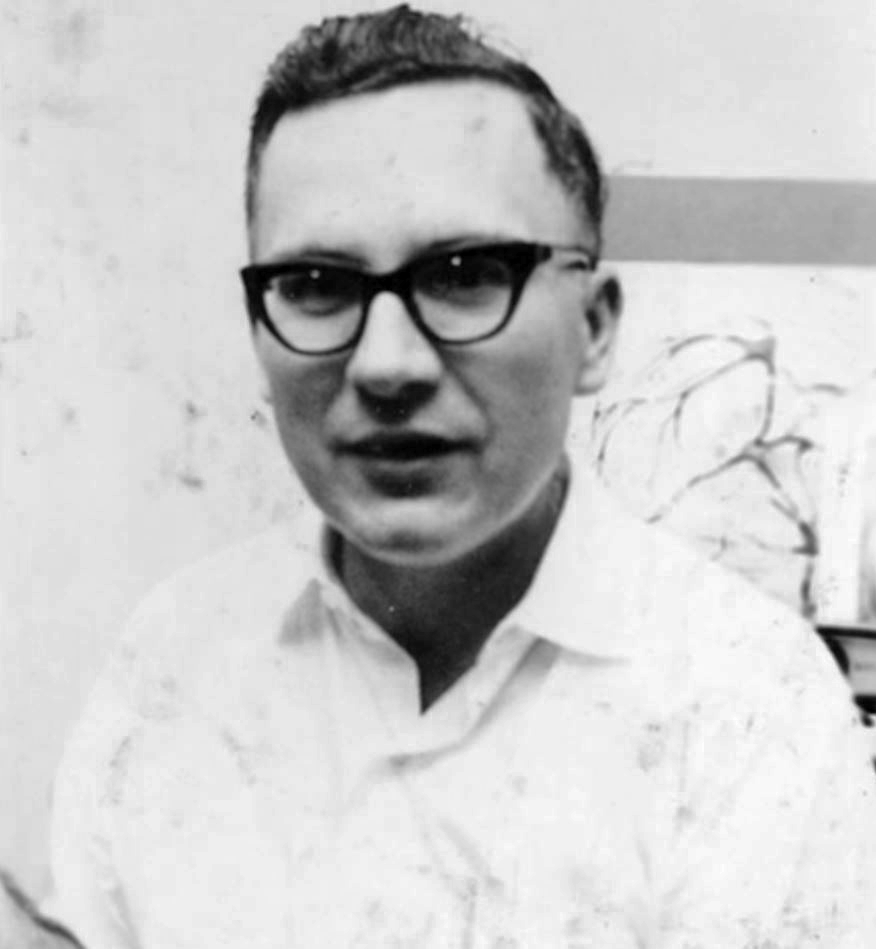
Albert K. Bender khi còn trẻ
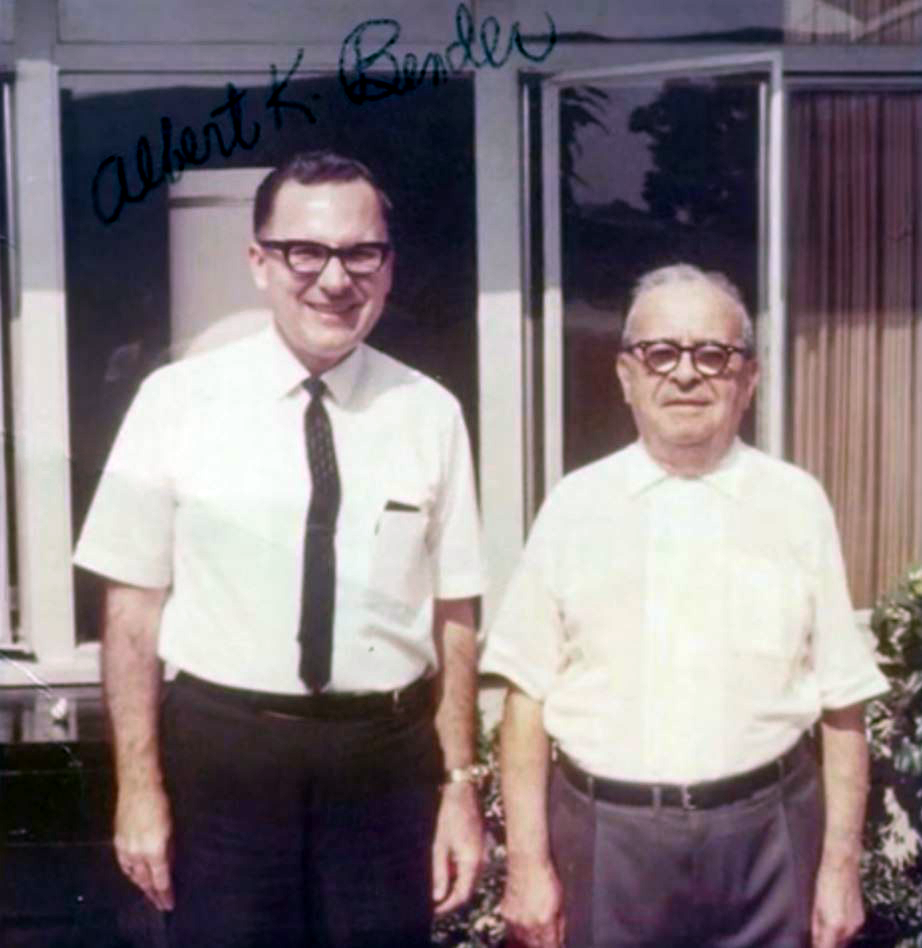
Albert K. Bender và Nhà soạn nhạc phim nổi tiếng - Max Steiner.
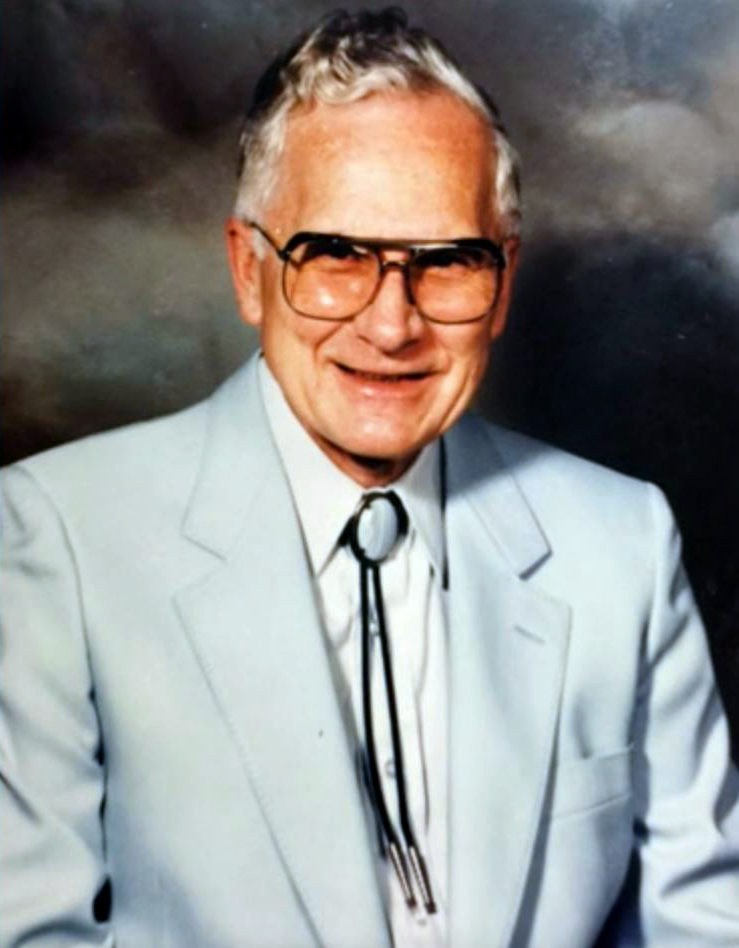
Chân dung Albert K. Bender
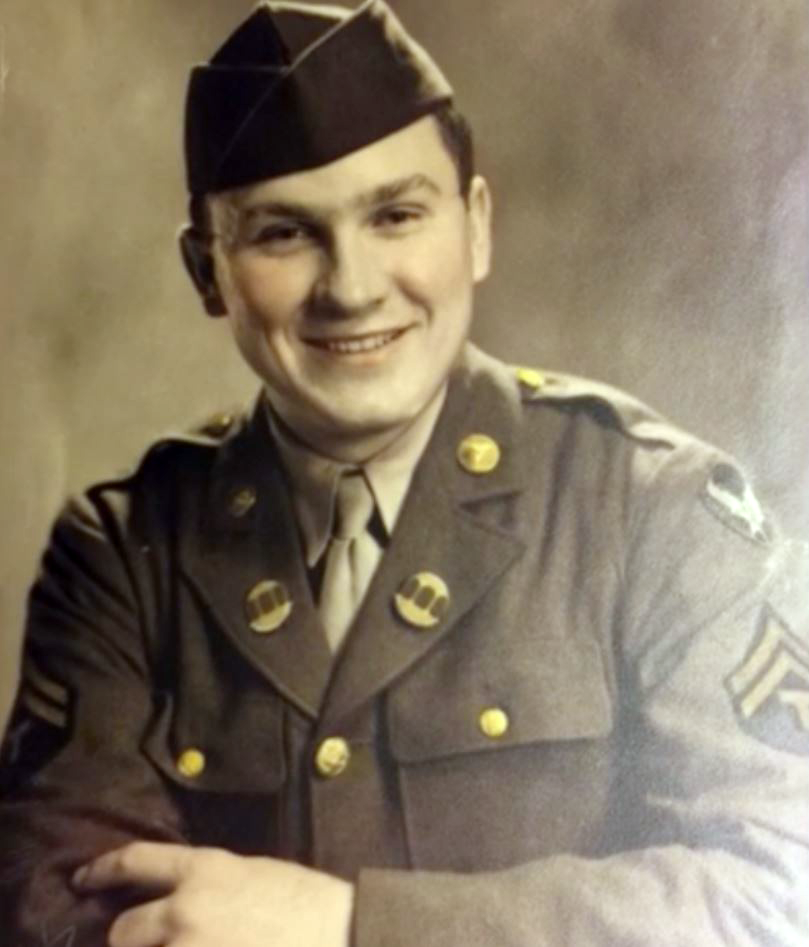
Chân dung Albert K. Bender trong quân đội Thế chiến II
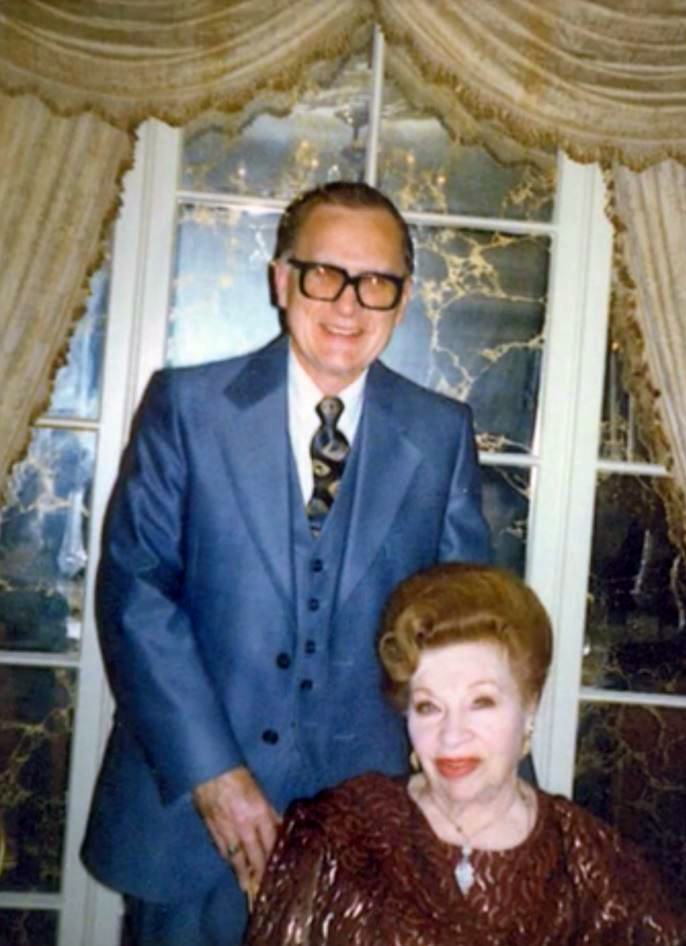
Albert K. Bender và vợ của Max Steiner.
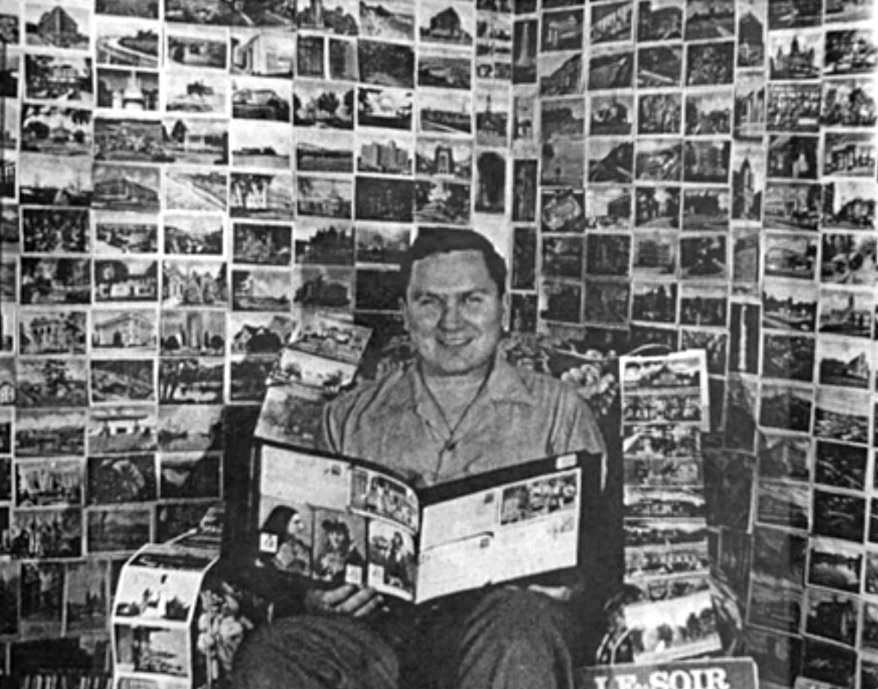
Albert K. Bender ngồi trên ghế đọc tạp chí
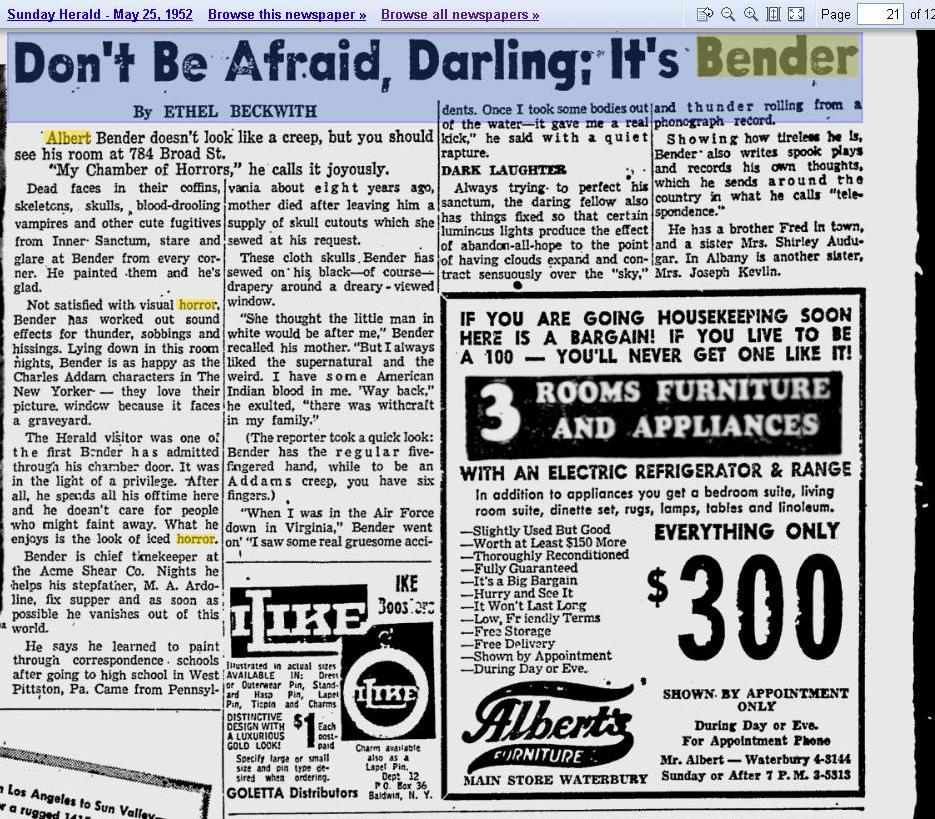
Một bài báo của Albert K. Bender
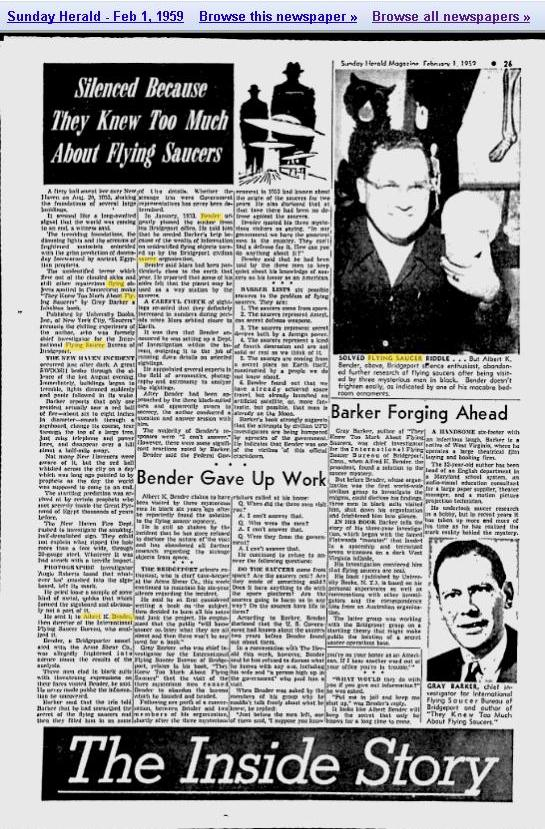
Một bài báo khác của Albert K. Bender
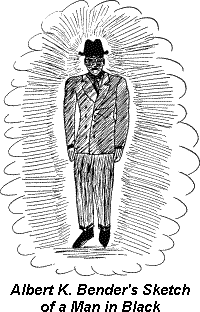
Phác thảo những người áo đen của Albert K. Bender